# Прохаска, Петер
Петер Прохаска (венг. Prohászka Péter; род. 13 января 1992, Вац) — венгерский шахматист, гроссмейстер (2010).
С шахматами познакомил его отец. В 2006 году в Нови-Сад победил на чемпионате Европы в категории до 14 лет. Чемпион Венгрии 2009 года в возрасте до 20 лет. В составе команд «Csuti Antal SK Zalaegerszeg» (2007/2008) и «Aquaprofit-NTSK» (2008/2009, 2009/2010, 2010/2011, 2013/2014, 2014/2015 и 2015/2016) многократный победитель венгерской лиги. С 2008 года занимается у гроссмейстера Петера Лукача.

## Изменения рейтинга
| Графики недоступны из-за технических проблем. См. информацию на Фабрикаторе и на mediawiki.org. |